# Ellis Tertoolen
Elisabeth Maria (Ellis) Tertoolen (Gouda, 28 maart 1951 - Figeac, 19 november 2011) was een Nederlands schilderes.

## Biografie
Ellis Tertoolen volgde de opleiding aan de Koninklijke Academie van Beeldende Kunsten te Den Haag. Na het voltooien van haar opleiding in 1973 vestigde zij zich als schilderes in Den Haag. Van 1980 tot 1999 was zij docente aan deze Academie. Vanaf 2008 tot aan haar overlijden in november 2011 woonde en werkte Ellis Tertoolen in Lissac-et-Mouret (Lot) in Frankrijk. Zij overleed, na een kort ziekbed, in de Clinique Font Redonde te Figeac.
Tertoolen schilderde stillevens en portretten en ze maakte bronzen, gebruik makend van de methode Cire perdue, de verlorenwasmethode. Kinderen, jonge meisjes meestal in een gedroomde omgeving, maar ook gewonde dieren, zijn terugkerende elementen in haar werk. Haar stijl kan gekarakteriseerd worden als klassiek en traditioneel. Zij werkte zowel op paneel als op doek. Haar voorkeur ging uit naar het werken op antieke panelen. Daarbij maakte zij gebruik van tempera als onderschildering voor de olieverf. Deze klassieke laagsgewijs opgebouwde techniek geeft de menselijke huid op realistische wijze weer. Tijdens de Renaissance werd deze techniek vooral gebruikt door schilders als Hans Memling en Hans Holbein de Jonge. Zij wordt gerekend tot de kunststroming van het Onafhankelijk Realisme. Haar werk wordt gesigneerd met de initialen EMT, Elisabeth Maria Tertoolen.

## Prijzen
- De 'Brooklyn Gallery Award' (2000)
- De 'Award From the President' (Biënnale 2007 in Florence)

## Tentoonstellingen
Ellis Tertoolen nam onder meer deel aan de Onafhankelijke Realisten tentoonstellingen in Museum Møhlmann. Daarnaast was haar werk te zien in onder anderen het Singer Museum in Laren, het Teheran Museum of Contemporary Art in Teheran, het Museum Tongerlohuys in Roosendaal en in Pulchri Studio in ‘s-Gravenhage.